# Магн Максим
Магн Максим (на латински: Flavivs Magnvs Maximvs Avgvstvs) е изтъкнат военачалник на Западната римска империя и римски император в периода 383 – 388 година. Родом от областта Галеция, в северозападна Испания, той служи като командир на войските в Британия по времето на император Грациан, срещу когото оглавява метеж.
Според Павел Орозий и Сулпиций Север войниците заставят Магн Максим да приеме императорската власт, въпреки нежеланието му, но Зосим твърди, че е подтикнат от завист към издигането на Теодосий. След бягството и убийството на Грациан през август 383 г., Магн Максим узурпира императорската власт в Британия, Галия и Испания, но не нахлува в Италия, тъй като алпийските проходи са охранявани от войските лоялни на малолетния Валентиниан II, брат на Грациан. През 384 г. Магн Максим споразумява примирие с източния владетел Теодосий I и е признат за законен император на запад, в замяна на което малолетният Валентиниан II остава начело в Италия, Панония и Северна Африка.
Като император на Запада, Магн Максим установява своята резиденция в Трир и обявява своя малолетен син Флавий Виктор за август и наследник. За кратко време става популярен владетел, въпреки че дължи успеха си на съюза с алеманите. Той е първият император, който официално осъжда еретици – през 385 г. богослова Присцилиан и няколко от учениците му са екзекутирани в Трир. През 387 г. издава едикт, с който защитил правото на евреите да имат синагога в Рим.
През 387 г. след нов конфликт войските на Магн Максим нахлуват в Италия и влизат Рим, а Валентиниан II побягва в Константинопол и търси помощ от източния император Теодосий I, който поддържа правото му над трона и започва кампания на запад. Управителят на Северна Африка се обявява против Максим и окупира Сицилия, а в същото време франките нападат границата по река Рейн. Легионите на Западната римска империя са ангажирани срещу варварите и това попречва на Магн Максим да се противопостави успешно. Теодосий I получава решаващата военна помощ от готските федерати и варварските наемници. Магн Максим е победен в Илирия и Италия (Битка при Сава, 388 г.), войниците му дезертират, а при Аквилея се предава на победителя и по-късно е обезглавен. Синът му споделя подобна участ, удушен в Галия от военачалника Арбогаст.
В преданията на британските келти Магн Максим (Магнус Максимус) остава под името Максен Уледиг.